# Tomocerus baudoti
Tomocerus baudoti is een springstaartensoort uit de familie van de Tomoceridae. De wetenschappelijke naam van de soort is voor het eerst geldig gepubliceerd in 1932 door Denis.